# Certima planaria
Certima planaria là một loài bướm đêm trong họ Geometridae.